# Едвард Охаб
Едвард Мјечислав Охаб, (пољ. Edward Mieczysław Ochab; Краков, 16. август 1906 — Варшава, 1. мај 1989) је био први секретар Пољске уједињене радничке партије од 20. марта до 21. октобра 1956. године.

## Биографија
Рођен је 1906. године у Кракову. Године 1927. завршио је студије на Јагелонском универзитету. Члан Комунистичке партије Пољске постао је 1929. године.
Приликом немачке инвазије на Пољску 1939, учествовао је у одбрани Варшаве, а након пораза се пребацио у Совјетски Савез где је до немачке инвазије на СССР обитавао у Кијеву и Саратову. Године 1941. постао је борац Црвене армије. Био је један од организатора Прве пољске пешадијске дивизије у Совјетском Савезу, и прикључио јој се с чином потпоручника. 
Након рата се вратио у Пољску и био први секретар Пољске радничке партије у Катовицама (1946–1948). Након тога је неко време био заменик министра одбране, а од 1950. до 1956. један од секретара ЦК ПУРП.
Марта 1956. године умро је дотадашњи први секретар ПУРП Болеслав Бјерут, па је на његову функцију дошао Охаб. Услед дестаљинизације и поскупљења основних животних потрепштина, јуна 1956. избили су протести у Познању. Пошто Охаб није могао да се носи са ситуацијом, октобра месеца дао је оставку на место првог секретара ПУРП, а заменио га је Владислав Гомулка. После смењивања с функције секретара, Охаб је остао да ради у влади на разним функцијама. Повукао се из политике 1968. године, након политичке кризе у Пољској.
Умро је 1. маја 1989. године у Варшави.